# Ocho Golf Ladies Open
Het Ocho Golf Ladies Open was een eenmalig golftoernooi in Spanje, dat deel uitmaakte van de Ladies European Tour Access Series. Het werd opgericht in 2013 en vond plaats op de Augas Santas Golf in Pantón.
Het toernooi werd gespeeld in een strokeplay-formule van drie ronden (54-holes) en na de tweede ronde werd de cut toegepast.

## Winnares
| Jaar | Winnares    | Score | Score | Info  |
| ---- | ----------- | ----- | ----- | ----- |
| 2013 | Mireia Prat | 202   | –8    | [ 1 ] |